# Сант-Анджело
Сант Анджело (італ. Sant'Angelo) — XI і найменший район (Rione) Рима. Він знаходиться на лівому беорезу Тибру навпроти острова Тіберіна.

## Історія
Назва району походить від невеличкої церкви Сант Анджело ін Пескеріа (Sant'Angelo in Pescheria). За часів Стародавнього Риму був цей район частиною IX Regio Circus Flaminius.
Тут знаходилися портики Октавії та Філіпуса. У середні віки тут знаходилося гетто євреїв Рима.

## Герб

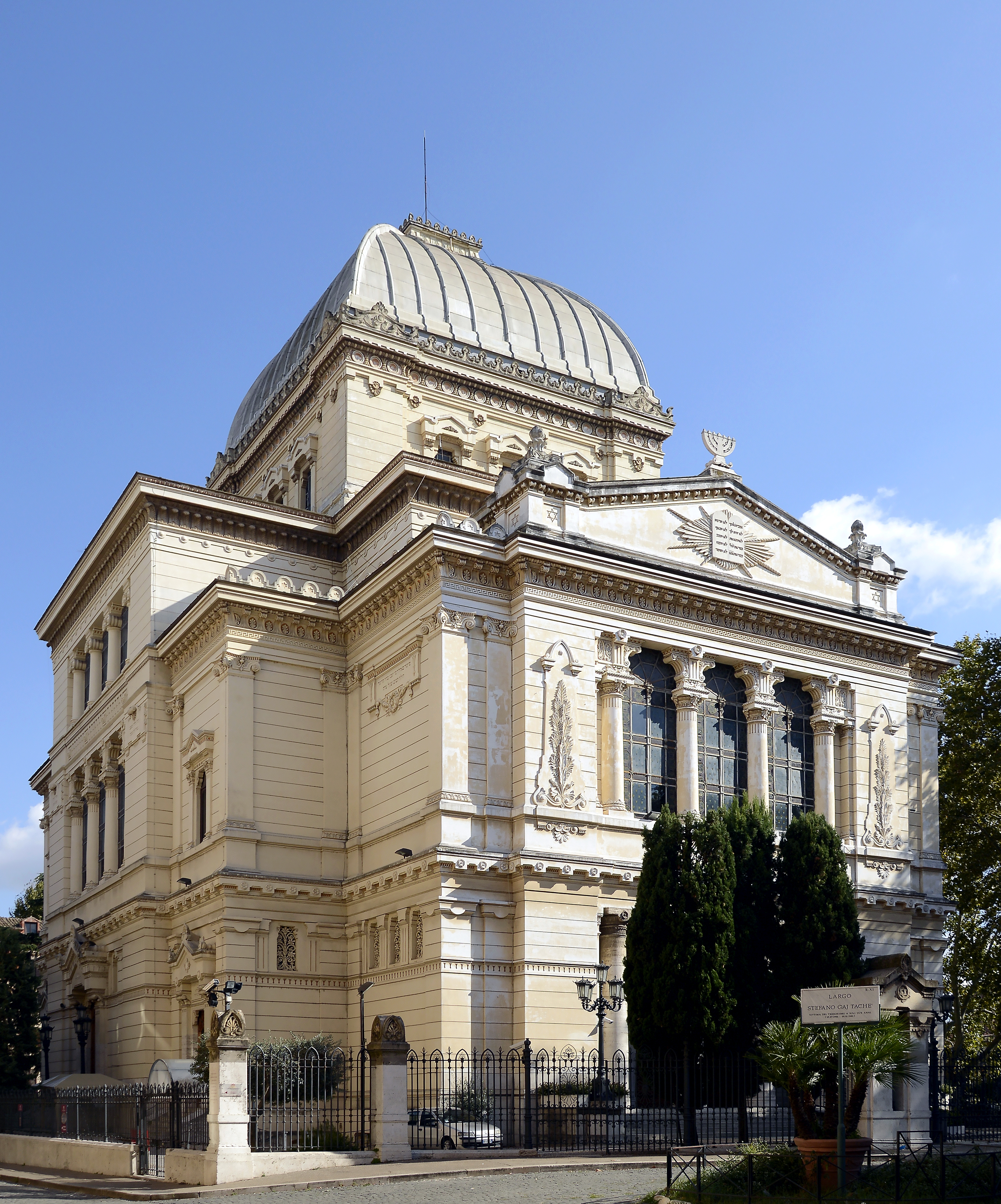
Римська синагога у районі Сант Анджело

Гербом району є янгол.